# 에미리트 클럽 스타디움
에미리트 클럽 스타디움(아랍어: ملعب نادي الإمارات, 영어: Emirates Club Stadium)은 아랍에미리트 라스알카이마에 위치한 축구 전용 경기장이다. 에미리트 클럽의 홈구장으로 사용되고 있다.
수용 인원은 55,000명이다.